# Atal I.
Atal I. (grč. Ἄτταλος), poznat po nadimkom Soter (grč. Σωτὴρ), što bi značilo "Spasitelj"; (269. – 197. pr. Kr.) bio je vladar, a kasnije i kralj Pergama, od 241. do 197. pr. Kr.
Bio je rođak i usvojeni sin prethodnog vladara Eumena I., odnosno prvi član Atalidske dinastije koji se proglasio kraljem (238. pr. Kr.) Bio je sin Atala i Antiohide, seleukidske sirijske princeze.
Atal je poznat po tome što je izvojevao veliku pobjedu nad Galaćanima - keltskim plemenima koja su se bila iz Trakije naselila u Maloj Aziji, te pljačkala, pustošila i ucjenjivala maloazijske države i polise. Pobjeda, koja je inspirirala znamenitu statuu "Gal na samrti", Atalu je dala nadimak "Soter" (spasitelj). Atal je kasnije postao poznat i kao vjeran i efikasan saveznik Rimljana te po ulozi koju je igrao u prvom i drugom makedonskom ratu boreći se protiv Filipa V. Vodio je brojne pomorske operacije protiv makedonskih ciljeva na Egeju, anektiravši Pergamu otoke Eginu u prvom i Andros u drugom makedonskom ratu.
Umro je godine 197. pr. Kr. nedugo prije završetka drugog makedonskog rata, u dobi od 72 godine, nekoliko mjeseci nakon što je doživio moždani udar obraćajući se beotijskom ratnom vijeću. Imao je sretan obiteljski život sa suprugom i četiri sina. Naslijedio ga je sin Eumen II.